# Zale postmedialis
Zale postmedialis là một loài bướm đêm trong họ Erebidae.